# ماري تسينغو
ماري تسينغو (بالإنجليزية: Mary Tsingou) فيزيائية وعالمة رياضيات أمريكية من أصول يونانية.

## سيرتها

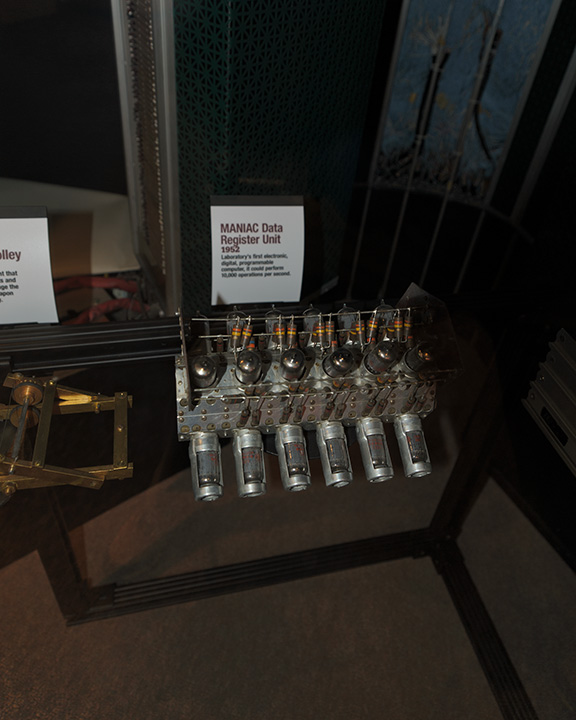
وحدة سجلات الحاسوب MANIAC الذي ساهمت ماري تسينغو في برمجته في في لوس ألاموس في الخمسينيات

ولدت ماري في ميلووكي ولاية ويسكونسن في 14 أكتوبر 1928، انتقل والديها إلى الولايات المتحدة من بلغاريا وكانوا في الأصل يونانيين. قضت ماري عدة سنوات في بلغاريا قبل رجوعها إلى الولايات المتحدة للالتحاق بالدراسة الثانوية والجامعية. درست ماري في جامعة ويسكونسن حيث تخصصت في الرياضيات.
تُعرف ماري في مجتمع الفيزياء الحسابي كونها ساعدت في ترميز مشكلة فيرمي-باستا-أولام-تسينغو في مختبر لوس ألاموس الوطني أثناء عملها كمبرمجة في مجموعة مانياك. كان إنجازها نقطة انطلاق هامة لنظرية الشواش. في عام 2008 نُشرت ورقة علمية في الفيزياء في مجلة فيزكس توداي إلى إعادة تسمية مشكلة فيرمي-باستا-أولام إلى مشكلة فيرمي-باستا-أولام-تسينغو لإعطائها حقها المناسب لمساهمتها في ترميز المشكلة.الأوراق العلمية اللاحقة أصبحت تشير للمشكلة باسمها الجديد تشير إلى مشكلة فيرمي-باستا-أولام-تسينغو.